# Renato Ellero
Renato Ellero (Venezia, 14 luglio 1944) è un politico italiano.